# SN 2000fv
SN 2000fv – supernowa odkryta 6 czerwca 2000 roku w galaktyce M-04-35-11. W momencie odkrycia miała maksymalną jasność 15,80m.